# Amaia Olabarrieta
Amaia Olabarrieta Elordui es una exfutbolista española nacida el 28 de julio de 1982 en Lezama (Vizcaya). Formada en el Bizkerre, pasó a englosar en las filas del Athletic Club Neskak, en la Superliga en el año 2003. Su debut en la Superliga con el Athletic fue el 4 de junio de 2004, en el partido Athletic Club Neskak - Sabadell, que terminó con victoria del equipo visitante por 1-0.Se retiró en el año 2014
Ha jugado con la selección sub-25 de Bizkaia y la de Euskadi. Ha sido convocada por la selección absoluta de fútbol femenino para el  Mundial de Fútbol Femenino Alemania 2011

## Clubes
| Club                 | País   | Año       |
| -------------------- | ------ | --------- |
| Bizkerre             | España | 1999-2003 |
| Athletic Club Neskak | España | 2003-2014 |